# Domenico De Sole
Domenico De Sole (nacido en 1944) es un empresario italiano, presidente de Tom Ford International, expresidente de Sotheby's y expresidente y director ejecutivo de Gucci Group.

## Primeros años
Domenico De Sole nació en Roma, Italia en 1944, hijo de un general del ejército real italiano. Se graduó de la Universidad Sapienza de Roma en 1970 con una licenciatura en derecho, y luego recibió una beca para la Facultad de Derecho de Harvard, donde recibió un título de LLM en 1972.

## Carrera
De Sole trabajó para firmas de abogados líderes en EE. UU. antes de convertirse en socio de la firma de Washington DC Patton, Boggs & Blow , especializada en derecho tributario. Uno de sus clientes a principios de la década de 1980 fue Gucci, donde ayudó con la reestructuración corporativa, y Rodolfo Gucci , hijo del fundador Guccio Gucci, atrajo a De Sole para que se uniera en 1984 como director ejecutivo de Gucci America.
De Sole fue presidente y director ejecutivo de Gucci Group de 1994 a 2004. Durante su mandato, De Sole guio la marca desde el borde de la bancarrota a un conglomerado de lujo que incluía a Yves St. Laurent, Bottega Veneta, Balenciaga, Alexander McQueen, Stella McCartney, y Sergio Rossi. De Sole ha sido presidente de Tom Ford International desde que se fundó la empresa en 2005.
En marzo de 2015, De Sole se convirtió en presidente de la casa de subastas internacional Sotheby's, trabajando junto con el presidente y director ejecutivo, Tad Smith, cuyo nombramiento se anunció el mismo día. De Sole renunció en noviembre de 2019 tras la venta de la empresa.
De Sole es miembro de los directorios de Pirelli y Ermenegildo Zegna. Anteriormente se desempeñó como director de Gap Inc., Telecom Italia, Bausch & Lomb, Delta Airlines, Newell Brands y Procter & Gamble.

## Vida personal
De Sole y su esposa Eleanore Leavitt De Sole viven en Hilton Head Island en Carolina del Sur. Eleanore De Sole ha formado parte de las juntas directivas de la Facultad de Arte y Diseño de Savannah, Georgia, y del Museo de Arte de Aspen, Colorado. 
Tienen dos hijas. Laura De Sole, vicepresidenta de marketing global de productos de La Mer en The Estée Lauder Companies, se casó con Benjamin Baccash en 2013. Eleanore Richards "Rickie" De Sole, directora ejecutiva de moda de www.vogue.com, se casó con Derek Webster en 2012. 
En 2016, De Soles demandó a la galería Knoedler, Nueva York, por venderles una pintura falsa de Mark Rothko.

## En la cultura popular
En la película House of Gucci de 2021, dirigida por Ridley Scott, De Sole fue interpretado por el actor Jack Huston.